# Hans-Dieter Loose
Hans-Dieter Loose (* 18. März 1937 in Hamburg) ist ein deutscher Archivar und Historiker.
Hans-Dieter Loose studierte Geschichte und Germanistik in Hamburg. Das Erste Staatsexamen legte er 1961 ab. 1962 promovierte er mit einer Arbeit über die hamburgisch-dänischen Beziehungen im Dreißigjährigen Krieg. Im selben Jahr begann er seine Tätigkeit am Hamburger Staatsarchiv und war von 1975 bis 2000 dessen Leiter. Seit 1973 war er zudem als Lehrbeauftragter und seit 1981 als Professor am Historischen Seminar der Universität Hamburg tätig. Looses Forschungsschwerpunkt bildet die Geschichte Hamburgs. Er war von 1975 bis 2005 Erster Vorsitzender des Vereins für Hamburgische Geschichte. 

## Schriften (Auswahl)
Monografien
- Hamburg und Christian IV. von Dänemark während des Dreißigjährigen Krieges. Ein Beitrag zur Geschichte der hamburgischen Reichsunmittelbarkeit (= Veröffentlichungen des Vereins für Hamburgische Geschichte. Band 18). Christians, Hamburg 1963.

Herausgeberschaften
- zusammen mit Werner Jochmann: Hamburg. Geschichte der Stadt und ihrer Bewohner. Hoffmann und Campe, Hamburg 1982.
  - Bd. 1: Von den Anfängen bis zur Reichsgründung. Hoffmann und Campe, Hamburg 1982, ISBN 3-455-08709-4.
  - Bd. 2: Vom Kaiserreich bis zur Gegenwart. Hoffmann und Campe, Hamburg 1982, ISBN 3-455-08255-6.
- Barthold Heinrich Brockes. (1680–1747). Dichter und Ratsherr in Hamburg. Neue Forschungen zu Persönlichkeit und Wirkung (= Beiträge zur Geschichte Hamburgs. Band 16). Christians, Hamburg 1980, ISBN 3-7672-0702-8.
- Gelehrte in Hamburg im 18. und 19. Jahrhundert (= Beiträge zur Geschichte Hamburgs. Band 12). Hamburg 1976, ISBN 3-7672-0461-4.